# ボレスワフ2世 (ポーランド王)
ボレスワフ2世 （Bolesław Śmiały, 1042年 - 1081/2年）は、ポーランド王（在位：1076年 - 1079年）。1058年から1076年まではポーランド公であった。「大胆王」（the Bold）、「寛大王」（the Generous）とも呼ばれた。カジミェシュ1世とキエフ大公女マリアの息子でヴワディスワフ1世ヘルマンの兄。

## 生涯
後世、ピャスト家出身の君主の中でも有能な人物と評された。治世の間は国中に教会を建て、1075年にはグニェズノ司教座を再設置した。ベネディクト会派修道院を、ヴロツワフ、ルブリン、モギルノに建てた。また、ポーランド初の硬貨鋳造が行われた。
しかし1079年、敵対していたクラクフ司教スタニスワフを、ミサを挙げているところを捕らえ殺害した。これが発端となって国を追われ、妻子を連れてハンガリー王国へ亡命した。1082年頃に死んだと伝えられているが、埋葬場所は現在も不明である。
弟のヴワディスワフ1世が即位したが、王ではなく公としてであった。ポーランド王位の復活は216年後の1295年、プシェミスウ2世が即位した時であった。